# Capra caucasica

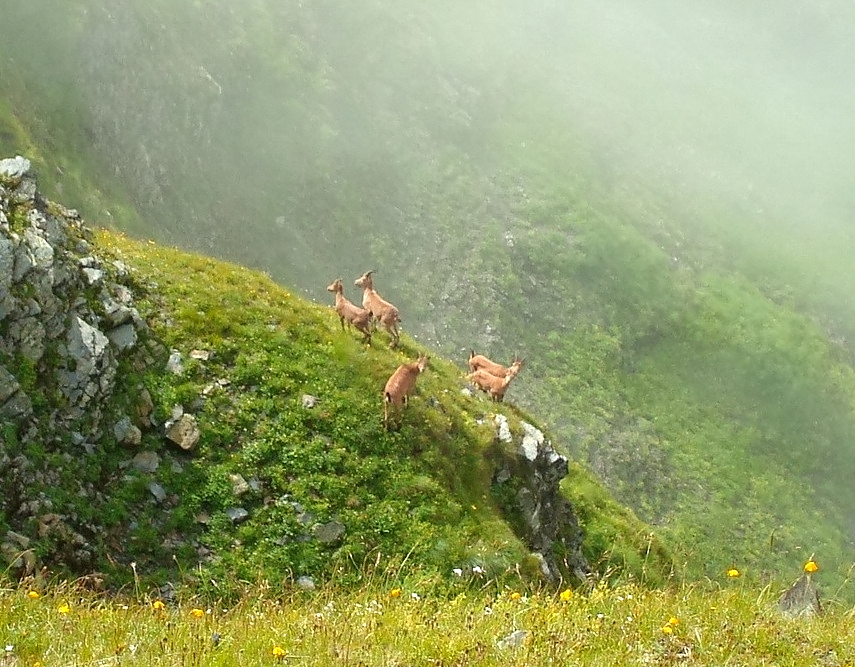
Branco di tur occidentali nel loro ambiente naturale.

Il tur occidentale (Capra caucasica Güldenstädt e Pallas, 1783), noto anche come tur del Kuban o stambecco del Caucaso occidentale, è una specie di capra selvatica originaria delle regioni occidentali del Caucaso. Fin dal passato, e malgrado occupassero areali adiacenti, i tur occidentali e quelli orientali (Capra cylindricornis) sono sempre stati considerati specie separate. I recenti studi genetici sembrano confermare questa separazione; inoltre indicano che il tur occidentale sia più strettamente imparentato con la capra del bezoar (Capra aegagrus) che con il tur orientale. Le somiglianze superficiali tra le due specie di tur, quindi, potrebbero quindi essere dovute a incroci avvenuti in passato tra le due popolazioni. Questa ipotesi è avvalorata dal fatto che il genoma mitocondriale di esemplari di tur di sicura provenienza occidentale è identico a quello di esemplari di tur orientale.

## Tassonomia
Attualmente, gli studiosi riconoscono due sottospecie di tur occidentale:
- C. c. caucasica Güldenstädt e Pallas, 1783 (Caucaso centrale);
- C. c. severtzovi Menzbier, 1888 (Caucaso occidentale).

## Descrizione
Con una lunghezza di 150–165 cm, un'altezza al garrese di 95–109 cm e un peso di 65–80 kg, il tur occidentale è una specie del genere Capra grande e robusta, con corpo lungo e tozzo. In estate, il mantello è generalmente di colore marrone-rossastro, mentre in inverno sbiadisce fino a divenire marrone-grigiastro. I peli di guardia e quelli che costituiscono il sottopelo iniziano ad allungare verso settembre, e già alla fine di ottobre l'animale è ricoperto completamente dal manto invernale. Esso inizia a cadere in marzo, ma la muta si protrae fino a metà giugno. I maschi, e a volte anche le femmine, presentano una barba di colore marrone scuro sul mento, che diventa più lunga e più folta durante l'inverno. Le zampe sono brevi, ma robuste, il che non sorprende in un animale che deve spostarsi con facilità anche sui terreni più accidentati. Sia i maschi che le femmine di tur presentano corna impressionanti, sebbene siano particolarmente imponenti quelle dei primi, molto più lunghe e robuste di quelle delle seconde.

## Distribuzione e habitat
Il tur occidentale è endemico della parte occidentale della Catena del Grande Caucaso, in Russia e Georgia, tra il monte Tchugush e il corso superiore del fiume Baksan. Il suo areale, che ricopre solamente 4500 km², è il più piccolo tra quello di tutte le specie del genere Capra.
Abita le regioni subalpine e alpine comprese tra gli 800 e i 4000 m di quota, dove si può trovare in prati alpini, aree sterili e rocciose, o nelle foreste. Durante i rigidi mesi invernali è più facile incontrarlo su pendii soleggiati, sotto la linea degli alberi, mentre in estate può essere trovato su una gamma maggiore di pendii.

## Biologia
Il tur occidentale vive prevalentemente in branchi costituiti da esemplari dello stesso sesso, composti generalmente da alcune dozzine di esemplari. Solo durante la stagione degli amori, o fregola, che va da novembre ai primi di gennaio, si raggruppa in branchi misti, che continuano a rimanere tali fino a due mesi dopo il termine della fregola. Dopo un periodo di gestazione di 150-160 giorni, nasce un unico piccolo, del peso di 3,5-4,2 kg. Per circa dieci giorni dopo la nascita, la femmina rimane separata dal resto della mandria, usando le robuste corna per proteggere il piccolo. Il tur occidentale può vivere fino a dodici anni.
Il tur occidentale è attivo per lo più tra il tardo pomeriggio e la prima mattina, quando abbandona i ripari per andare a pascolare. La sua dieta è costituita da più di un centinaio di specie vegetali, in prevalenza erbe. In inverno, il pascolare è reso più difficile dal fitto manto di neve, ma questo animale è stato visto grattar via la neve con gli zoccoli per raggiungere la vegetazione sottostante; altrimenti, ripiega su arbusti e alberi. È noto che il tur visiti saline naturali in ogni periodo dell'anno per incrementare la dieta con sali minerali.
Il tur occidentale intraprende migrazioni stagionali, spostandosi su e giù dalle pendici montuose anche per 2000 km. In inverno, quando la neve ricopre le regioni più elevate delle montagne, il tur fa fatica a camminare, divenendo vulnerabile agli attacchi dei predatori e allo sfinimento; così si sposta verso quote inferiori per fuggire da queste severe condizioni. In primavera, quando ad altitudini più elevate la neve inizia a sciogliersi, il tur torna sulle montagne, per approfittare della vegetazione fresca e per evitare le punture degli insetti.

## Conservazione
Il tur occidentale deve fronteggiare varie minacce e per questo motivo la sua popolazione è diminuita significativamente negli ultimi decenni. Alla fine degli anni ottanta, la popolazione era composta da circa 12.000 esemplari, scesi, nel 2004, a soli 5000-6000 capi. Ciononostante, molte agenzie di viaggi venatori continuano tuttora a organizzare battute di caccia a questo animale, che deve inoltre competere per le risorse naturali con il bestiame domestico. Tutti questi fattori di rischio si fanno sentire ancora di più durante i rigidi inverni, che ogni anno mietono molte vittime tra gli esemplari di questa specie.